# Spy × Family (anime)
SPY×FAMILY (スパイファミリー Supai Famirī, đọc như Spy-Family)  là một bộ phim anime truyền hình Nhật Bản dựa trên bộ truyện tranh cùng tên của Tatsuya Endo. Nó được phát sóng trên TV Tokyo ở Nhật Bản. Bộ truyện đã được Crunchyroll cấp phép ở Bắc Mỹ, đồng thời được Muse Communications phân phối ở Châu Á- Thái Bình Dương. Loạt phim kể về điệp viên bậc thầy Twilight, người phải cải trang thành bác sĩ tâm thần Loid Forger và xây dựng một gia đình giả để điều tra nhà lãnh đạo chính trị Donovan Desmond. Anh ta không hề biết rằng vợ anh ta, Yor, thực chất là một sát thủ được biết đến với cái tên Công chúa Gai, trong khi con gái  Anya có khả năng ngoại cảm.
Spy × Family đã nhận được sự hoan nghênh của giới phê bình nhờ cách kể chuyện, hài hước, phân cảnh hành động, nhân vật, hoạt hình, lồng tiếng và cách xây dựng thế giới. Bộ anime đã nhận được nhiều giải thưởng, trong đó có phim hoạt hình của năm tại Tokyo Anime Award Festival.

## Nội dung
Bộ phim dựa trên bộ manga cùng tên của Tatsuya Endo, mở đầu khi điệp viên Twilight nhận nhiệm vụ thực hiện chiến dịch Strix nhằm bảo vệ hòa bình Đông Tây và thế giới. Mục tiêu của anh là Donovan Desmond - thành viên Đảng Bình đẳng Quốc gia. Desmond là người thận trọng, không thường xuyên lộ mặt trước đám đông. Lần duy nhất ông xuất hiện là tại buổi họp mặt định kỳ ở trường Eden của con trai Damian - nơi quy tụ các ông trùm giới chính trị và kinh doanh.
Để hoàn thành nhiệm vụ, Twilight lấy danh tính giả là bác sĩ tâm thần Loid Forger, kết hôn với nữ công chức Yor Briar và nhận nuôi Anya Forger, cho bé theo học trường Eden. Với những mục tiêu riêng, 3 người đồng lòng trở thành gia đình. Dù sống chung dưới một mái nhà, họ đều che giấu danh tính thật: Yor là sát thủ với bí danh công chúa Gai, Anya là nhà ngoại cảm có năng lực đọc suy nghĩ người khác.

## Diễn viên và nhân vật
| Nhân vật         | Tiếng Nhật                                        | Tiếng Việt            |                |
| Nhân vật chính   | Nhân vật chính                                    | Nhân vật chính        | Nhân vật chính |
| ---------------- | ------------------------------------------------- | --------------------- | -------------- |
| Loid Forger      | Eguchi Takuya                                     | Lê Nguyễn Tuấn Anh    |                |
| Anya Forger      | Tanezaki Atsumi                                   | Cao Thụy Thanh Hồng   |                |
| Yor Forger       | Saori Hayami                                      | Nguyễn Vũ Minh Chuyên |                |
| Bond Forger      | Matsuda Kenichirō                                 | Nguyễn Anh Tuấn       |                |
| Nhân vật phụ     |                                                   |                       |                |
| Franky Franklin  | Hiroyuki Yoshino                                  | Nguyễn Anh Tuấn       |                |
| Sylvia Sherwood  | Kaida Yūko                                        | Cao Thụy Thanh Hồng   |                |
| Henry Henderson  | Yamaji Kazuhiro                                   | Đặng Hoàng Khuyết     |                |
| Yuri Briar       | Ono Kensho (trưởng thành) Kumagai Mirei (lúc nhỏ) | Đặng Hoàng Khuyết     |                |
| Damian Desmond   | Fujiwara Natsumi                                  | Phạm Hồ Thanh Lộc     |                |
| Becky Blackbell  | Katō Emiri                                        | Nguyễn Vũ Minh Chuyên |                |
| Fiona Frost      | Sakura Ayane                                      | Phạm Hồ Thanh Lộc     |                |
| Người dẫn chuyện | Matsuda Kenichirō                                 | Trần Vũ               |                |
| Camilla          | Shōji Umeka                                       |                       |                |
| Millie           | Iwami Manaka                                      |                       |                |
| Sharon           | Kumagai Mirei                                     |                       |                |
| Dominic          | Kajikawa Shōhei                                   |                       |                |
| Emile Elman      | Sato Hana                                         | Nguyễn Quang Tuyên    |                |
| Ewen Egeburg     | Okamura Haruka                                    | Nguyễn Anh Tuấn       |                |
| Martha Marriott  | Tsuda Shoko                                       | Phạm Hồ Thanh Lộc     |                |
| Shopkeeper       | Suwabe Junichi                                    | Trần Vũ               |                |
| Donovan Desmond  | Hashi Takaya                                      |                       |                |

Chú thích
1. ↑  Nguyễn Anh Tuấn cũng lồng tiếng cho Bond Forger.
2. ↑  Cao Thụy Thanh Hồng cũng lồng tiếng cho Anya Forger.
3. ↑  Nguyễn Vũ Minh Chuyên cũng lồng tiếng cho Yor Forger.
4. ↑  Phạm Hồ Thanh Lộc cũng lồng tiếng cho Damian Desmond.
5. ↑  Matsuda Kenichirō cũng lồng tiếng cho Bond Forger.

## Tập phim
| Mùa | Mùa | Số tập | Số tập              | Phát sóng gốc        | Phát sóng gốc        |
| Mùa | Mùa | Số tập | Số tập              | Phát sóng lần đầu    | Phát sóng lần cuối   |
| --- | --- | ------ | ------------------- | -------------------- | -------------------- |
|     | 1   | 25     | 12                  | 9 tháng 4 năm 2022   | 25 tháng 6 năm 2022  |
| 13  | 1   | 25     | 1 tháng 10 năm 2022 | 24 tháng 12 năm 2022 |                      |
|     | 2   | 12     | 12                  | 7 tháng 10 năm 2023  | 23 tháng 12 năm 2023 |
|     | 3   | TBA    | TBA                 | Tháng 10 năm 2025    | TBA                  |

## Sản xuất

### Mùa 1
Được sản xuất bởi Wit Studio và CloverWorks, mùa đầu tiên của Spy × Family được phát sóng trên TV Tokyo gồm 25 tập, chia làm 2 phần. Phần đầu tiên, gồm 12 tập, phát sóng từ ngày 9 tháng 4 đến ngày 25 tháng 6 năm 2022, phần 2 với 13 tập còn lại phát sóng từ ngày 1 tháng 10 đến ngày 24 tháng 12 năm 2022. Mùa đầu tiên do Kazuhiro Furuhashi đạo diễn, với âm nhạc của (K)now Name, thiết kế nhân vật bởi Kazuaki Shimada, trong khi Kazuaki Shimada và Kyoji Asano là đạo diễn diễn hoạt chính. Phim được công bố lần đầu tiên vào tháng 10 năm 2021.
Theo thông lệ đặt tên chương của manga gốc, tên các tập trong bộ anime được viết là "Nhiệm vụ" kèm theo một số (ví dụ: "Nhiệm vụ 1", "Nhiệm vụ 2", v.v.) và việc đếm tiếp tục được tính cho các phần tiếp theo. Mùa này phỏng theo 38 chương chính của manga, từ Nhiệm vụ 1 đến Nhiệm vụ 38, cùng với một số câu chuyện bên lề: Nhiệm vụ phụ 1 và Nhiệm vụ ngắn từ 1 đến 5.
Nhạc nền mở đầu phần đầu tiên sử dụng bài hát "Mixed Nuts" (ミックスナッツ, Mikkusu Naruto) của Official Hige Dandism và do Masashi Ishihama đạo diễn; trong khi ca khúc kết phim sử dụng bài hát "Comedy" (喜劇, Kigeki) của Gen Hoshino và do Atsushi Nishigori đạo diễn. Chủ đề mở đầu phần thứ 2 sử dụng bài hát "Souvenir" của Bump of Chicken và do Tetsurō Araki đạo diễn; trong khi đó và bài hát kết thúc sử dụng bài hát "Shikisai" (色彩, lit. "Color") của Yama và do Takayuki Hirao đạo diễn.
Bộ phim được Crunchyroll cấp phép phát trực tuyến bên ngoài Châu Á, và được phân phối bởi Muse Communications tại một số quốc gia ở Châu Á-Thái Bình Dương.

### Mùa 2
Vào tháng 12 năm 2022, mùa 2 và bản điện ảnh đã được công bố tại sự kiện Jump Festa 2023. Ichirō Ōkouchi sẽ thay thế Furuhashi làm người viết kịch bản, các nhân viên và diễn viên còn lại sẽ đảm nhận vai trò của họ. Mùa 2 gồm 12 tập, được phát sóng từ ngày 7 tháng 10 đến ngày 23 tháng 12 năm 2023..
Nhạc nền mở đầu mùa 2 sử dụng bài hát "Kura Kura" (クラクラ n.đ. "Lâng lâng") của Ado và do Masaaki Yuasa đạo diễn. Nhạc nền kết thúc sử dụng bài hát "Todome no Ichigeki" (トドメの一撃 n.đ. "Đòn kết liễu") của Vaundy (cùng Cory Wong) và được đạo diễn bởi Eugene Winter.
Mùa 2 được Crunchyroll cấp phép phát trực tuyến bên ngoài Châu Á, đồng thời được Muse Communications phân phối tại một số quốc gia ở Châu Á-Thái Bình Dương.

### Mùa 3
Vào ngày 9 tháng 6 năm 2024, mùa thứ ba của anime đã được công bố trong sự kiện đặc biệt Spy × Family Anime Extra Mission. Mùa 3 dự kiến được phát sóng vào tháng 10 năm 2025.

## Đón nhận

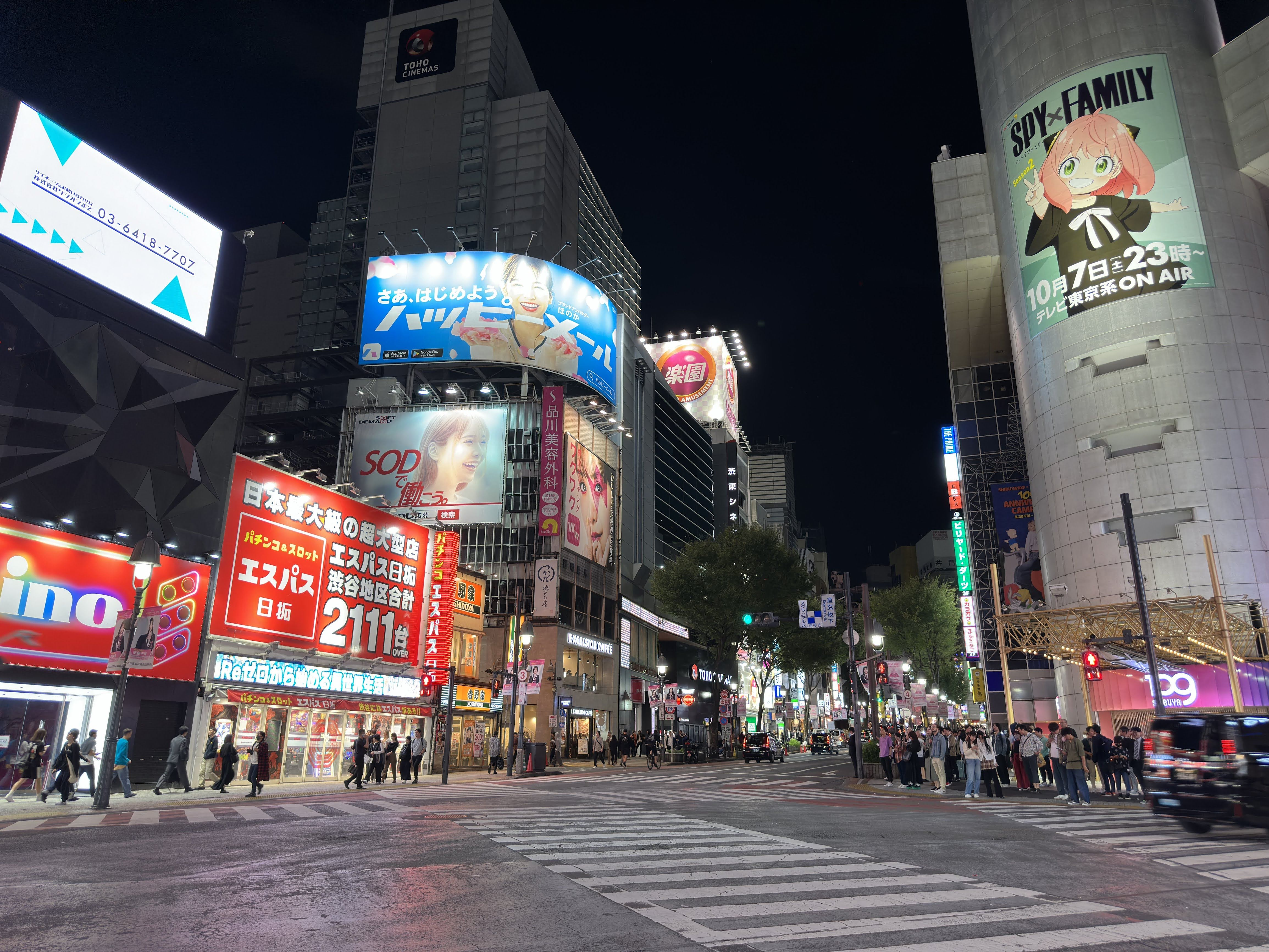
Bảng quảng cáo trong ngày chiếu tập đầu tiên mùa thứ 2 của bộ anime ở Shibuya, Tokyo.

### Phổ biến
Anime đã nhận được tỷ lệ rating truyền hình cao kể từ khi phát hành vào tháng 4 năm 2022, cho đến hết mùa 1. Với buổi ra mắt mùa 2 vào ngày 1 tháng 10 năm 2022, Spy × Family đã lập kỷ lục mới cho TV Tokyo về xếp hạng khán giả theo thời gian. Chủ tịch TV Tokyo tiết lộ mùa 2 của loạt phim là "hay nhất trong số tất cả các chương trình trên tất cả các đài của mùa tháng 7 năm 2022", bao gồm cả tập đầu tiên của mùa 2 trong số liệu thống kê của quý tháng 7. Tập đầu tiên  được xem nhiều thứ 2 trên trang web phát trực tuyến của Nhật Bản. Bộ anime chiếm vị trí thứ 2 vào tháng 4 và sau đó đã vươn lên và giữ vững vị trí đầu tiên trong 3 tháng tiếp theo (từ tháng 5 đến tháng 7) trong danh sách xếp hạng phát trực tuyến hàng tháng và danh sách xếp hạng VOD của Nhật Bản, bất chấp việc anime đã ngừng phát hành các tập mới vào tháng 7.
Spy × Family cũng đã bắt đầu trở nên phổ biến rộng rãi với nhiều nhóm tuổi khác nhau, từ trẻ em đến người lớn. Một quan chức của Takara Tomy Arts cho biết: "[bộ truyện] được nhiều người yêu thích, giống như Demon Slayer: Kimetsu no Yaiba. Anya đặc biệt nổi tiếng. Có khả năng sẽ còn có nhiều đồ chơi và hàng hóa hơn nữa trong tương lai, trong đó có các sản phẩm dành cho trẻ em." Sự nổi tiếng của Anya đã khiến Toho thực hiện một video ca nhạc có sự góp mặt của cô ấy. Ngoài ra, một Tamagotchi liên quan đến Anya đã được phát hành vào tháng 6 năm 2022.
Trong một cuộc khảo sát do FinT thực hiện, Spy × Family và Anya lần lượt được xếp hạng thứ nhất và thứ 4 trong số những thứ thịnh hành nhất trong Thế hệ Z ở Nhật Bản vào năm 2022. Trong cùng một cuộc khảo sát, "Anya thích đậu phộng" (アーニャピーナッツが好き) là cụm từ thịnh hành số 1 của năm một phần nhờ sự kết hợp với ca khúc "Renai Circulation" trên TikTok.

### Đánh giá chuyên môn
Bộ anime đã nhận được sự hoan nghênh của giới phê bình. Trên trang web tổng hợp đánh giá Rotten Tomatoes, mùa đầu tiên giữ tỷ lệ ủng hộ 100% dựa trên 6 bài đánh giá, với điểm trung bình là 9/10. Các nhà phê bình của Anime News Network đã khen ngợi tập đầu tiên của anime. Caitlin Moore và James Beckett cho điểm tuyệt đối; Moore ca ngợi chương trình vì "cảm giác nhất quán về thời điểm hài hước", truyền tải từng câu chuyện cười một cách hoàn hảo và gọi đây là "sự đảm bảo làm hài lòng đám đông và là sự lựa chọn chắc chắn cho hầu hết mọi người", trong khi Beckett viết rằng "ngôi sao đột phá của chương trình" là Anya, mặc dù điều khiến chương trình chiếm tình cảm của anh  chính là trái tim của nó. Nicholas Dupree lưu ý rằng "[chương trình] hoạt động trong một không gian rất bấp bênh giữa một bộ phim hài ngớ ngẩn về sự trùng hợp và một bộ phim kinh dị về điệp viên nghiêm túc, trong đó kết quả là một thế giới chủ yếu chạy theo logic hoạt hình." Richard Eisenbeis mô tả Anya là một "nhân vật nhỏ tuyệt vời" đồng thời ca ngợi anime về các nhân vật và khả năng xây dựng thế giới của nó. Rebecca Silverman, giống như tất cả các bài phê bình manga của mình, cô gọi Anya là "trái tim đang đập của bộ truyện" đồng thời khen ngợi anime về cốt truyện và hoạt hình.
Kambole Campbell của Polygon lưu ý về vai trò làm cha mẹ của Twilight đối với Anya. Mặc dù các pha hành động không đặc biệt hào nhoáng, nhưng Campbell nhận thấy rằng hoạt ảnh trong những khoảnh khắc đó khá thú vị và vũ đạo chính xác và linh hoạt. Rafael Motamayor của IGN ca ngợi bộ phim về tính hài hước, hành động, hoạt hình, nhân vật và những bình luận sâu sắc về gia đình và giai cấp. Ông cũng so sánh Anya với Baby Sinclair của loạt phim hài Dinosaurs những năm 1990, đồng thời nói rằng "Spy × Family cố gắng đạt được sự cân bằng tuyệt vời giữa chính luận, chính kịch, hành động và hài kịch đời thường mà không làm suy yếu bất kỳ yếu tố tương ứng nào trong bộ phim". Rebecca Silverman của Anime News Network đã liệt kê Spy × Family là anime hay nhất năm 2022, nói rằng câu chuyện đã tạo nên một câu chuyện thú vị và đầy ý nghĩa về mặt cảm xúc về một gia đình được bao bọc trong tất cả những điều này. Silverman cũng ca ngợi Anya và Bond là những nhân vật xuất sắc nhất năm 2022, vì họ tuyệt vời như thế nào với tư cách là một con người và một chú chó mà họ đại diện cho cùng một dấu hiệu cho thấy Anya có thể giữ được gia đình mà cô vô cùng mong muốn.

## Giải thưởng và đề cử
| Năm  | Giải thưởng                        | Hạng mục                                               | Đề cử                                                      | Kết quả    | Chú thích |
| ---- | ---------------------------------- | ------------------------------------------------------ | ---------------------------------------------------------- | ---------- | --------- |
| 2022 | Internet Buzzword Awards           | Pixiv Award                                            | Spy x Family                                               | Đề cử      | [ 50 ]    |
| 2022 | IGN Awards                         | Best Anime Series                                      | Spy x Family                                               | Đề cử      | [ 51 ]    |
| 2022 | Yahoo! Japan Search Awards         | Anime Category                                         | Spy x Family                                               | Đoạt giải  | [ 52 ]    |
| 2022 | Yahoo! Japan Search Awards         | Voice Actor Category                                   | Tanezaki Atsumi                                            | Đoạt giải  | [ 52 ]    |
| 2022 | MTV Video Music Awards Japan       | Best Group Video (Japan)                               | "Mixed Nuts" by Official Hige Dandism                      | Đoạt giải  | [ 53 ]    |
| 2022 | Newtype Anime Awards lần thứ 12    | Best Work (TV)                                         | Spy x Family                                               | Thứ hạng 2 | [ 54 ]    |
| 2022 | Newtype Anime Awards lần thứ 12    | Nhân vật xuất sắc nhất (Nam)                           | Loid Forger                                                | Thứ hạng 3 | [ 54 ]    |
| 2022 | Newtype Anime Awards lần thứ 12    | Nhân vật xuất sắc nhất (Nữ)                            | Anya Forger                                                | Thứ hạng 4 | [ 54 ]    |
| 2022 | Newtype Anime Awards lần thứ 12    | Nhân vật xuất sắc nhất (Nữ)                            | Yor Forger                                                 | Thứ hạng 6 | [ 54 ]    |
| 2022 | Newtype Anime Awards lần thứ 12    | Diễn viên lồng tiếng xuất sắc nhất                     | Eguchi Takuya                                              | Thứ hạng 5 | [ 54 ]    |
| 2022 | Newtype Anime Awards lần thứ 12    | Nữ diễn viên lồng tiếng xuất sắc nhất                  | Hayami Saori                                               | Thứ hạng 4 | [ 54 ]    |
| 2022 | Newtype Anime Awards lần thứ 12    | Nữ diễn viên lồng tiếng xuất sắc nhất                  | Tanezaki Atsumi                                            | Thứ hạng 5 | [ 54 ]    |
| 2022 | Newtype Anime Awards lần thứ 12    | Bài hát chủ đề hay nhất                                | "Mixed Nuts" by Official Hige Dandism                      | Thứ hạng 5 | [ 54 ]    |
| 2022 | Newtype Anime Awards lần thứ 12    | Đạo diễn xuất sắc nhất                                 | Furuhashi Kazuhiro                                         | Thứ hạng 5 | [ 54 ]    |
| 2022 | Newtype Anime Awards lần thứ 12    | Thiết kế nhân vật xuất sắc nhất                        | Shimada Kazuaki                                            | Thứ hạng 2 | [ 54 ]    |
| 2022 | Newtype Anime Awards lần thứ 12    | Nhân vật linh vật xuất sắc nhất                        | Anya Forger                                                | Đoạt giải  | [ 54 ]    |
| 2022 | Newtype Anime Awards lần thứ 12    | Kịch bản hay nhất                                      | Furuhashi Kazuhiro                                         | Thứ hạng 3 | [ 54 ]    |
| 2022 | Newtype Anime Awards lần thứ 12    | Nhạc phim hay nhất                                     | (K)now Name                                                | Thứ hạng 3 | [ 54 ]    |
| 2022 | Reiwa Anisong Awards               | Best Work Award                                        | "Mixed Nuts" by Official Hige Dandism                      | Đề cử      | [ 55 ]    |
| 2022 | Reiwa Anisong Awards               | Composition Award                                      | Satoshi Fujihara for "Mixed Nuts" by Official Hige Dandism | Đề cử      | [ 55 ]    |
| 2022 | Reiwa Anisong Awards               | Artist Song Award                                      | "Mixed Nuts" by Official Hige Dandism                      | Đoạt giải  | [ 55 ]    |
| 2022 | Internet Buzzword Award            | Pixiv Award                                            | Spy x Family                                               | Đoạt giải  | [ 56 ]    |
| 2023 | 5th Global Demand Awards           | Most In-Demand Anime Series of 2022                    | Spy x Family                                               | Đề cử      | [ 57 ]    |
| 2023 | Tokyo Anime Award Festival         | Hoạt hình của năm (Truyền hình)                        | Spy x Family                                               | Đoạt giải  | [ 58 ]    |
| 2023 | Crunchyroll Anime Awards lần thứ 7 | Anime của Năm                                          | Spy x Family                                               | Đề cử      | [ 59 ]    |
| 2023 | Crunchyroll Anime Awards lần thứ 7 | Best Action                                            | Spy x Family                                               | Đề cử      | [ 59 ]    |
| 2023 | Crunchyroll Anime Awards lần thứ 7 | Best Animation                                         | Spy x Family                                               | Đề cử      | [ 59 ]    |
| 2023 | Crunchyroll Anime Awards lần thứ 7 | Thiết kế nhân vật xuất sắc nhất                        | Shimada Kazuaki                                            | Đề cử      | [ 59 ]    |
| 2023 | Crunchyroll Anime Awards lần thứ 7 | Hài kịch hay nhất                                      | Spy x Family                                               | Đoạt giải  | [ 59 ]    |
| 2023 | Crunchyroll Anime Awards lần thứ 7 | Best New Series                                        | Spy x Family                                               | Đoạt giải  | [ 59 ]    |
| 2023 | Crunchyroll Anime Awards lần thứ 7 | Best Score                                             | (K)now Name                                                | Đề cử      | [ 59 ]    |
| 2023 | Crunchyroll Anime Awards lần thứ 7 | Nhân vật chính xuất sắc nhất                           | Loid Forger                                                | Đề cử      | [ 59 ]    |
| 2023 | Crunchyroll Anime Awards lần thứ 7 | Nhân vật phụ xuất sắc nhất                             | Yor Forger                                                 | Đề cử      | [ 59 ]    |
| 2023 | Crunchyroll Anime Awards lần thứ 7 | Nhân vật phụ xuất sắc nhất                             | Anya Forger                                                | Đoạt giải  | [ 59 ]    |
| 2023 | Crunchyroll Anime Awards lần thứ 7 | "Must Protect At All Costs" Character                  | Anya Forger                                                | Đoạt giải  | [ 59 ]    |
| 2023 | Crunchyroll Anime Awards lần thứ 7 | Đạo diễn xuất sắc nhất                                 | Furuhashi Kazuhiro                                         | Đề cử      | [ 59 ]    |
| 2023 | Crunchyroll Anime Awards lần thứ 7 | Best Opening Sequence                                  | "Mixed Nuts" by Official Hige Dandism                      | Đề cử      | [ 59 ]    |
| 2023 | Crunchyroll Anime Awards lần thứ 7 | Best Ending Sequence                                   | "Comedy" by Gen Hoshino                                    | Đoạt giải  | [ 59 ]    |
| 2023 | Crunchyroll Anime Awards lần thứ 7 | Best Anime Song                                        | "Comedy" by Gen Hoshino                                    | Đề cử      | [ 59 ]    |
| 2023 | Crunchyroll Anime Awards lần thứ 7 | Diễn viên lồng tiếng xuất sắc nhất (tiếng Nhật)        | Tanezaki Atsumi as Anya Forger                             | Đề cử      | [ 59 ]    |
| 2023 | Crunchyroll Anime Awards lần thứ 7 | Diễn viên lồng tiếng xuất sắc nhất (tiếng Anh)         | Natalie Van Sistine as Yor Forger                          | Đề cử      | [ 59 ]    |
| 2023 | Crunchyroll Anime Awards lần thứ 7 | Diễn viên lồng tiếng xuất sắc nhất (tiếng Bồ Đào Nha)  | Nina Carvalho as Anya Forger                               | Đoạt giải  | [ 59 ]    |
| 2023 | Crunchyroll Anime Awards lần thứ 7 | Diễn viên lồng tiếng xuất sắc nhất (tiếng Tây Ban Nha) | Miguel de León as Loid Forger                              | Đề cử      | [ 59 ]    |
| 2023 | 28th AMD Awards                    | Excellence Award                                       | Spy x Family                                               | Đoạt giải  | [ 60 ]    |
| 2023 | Japan Character Awards             | Character License Award                                | Spy x Family                                               | Đoạt giải  | [ 61 ]    |
| 2023 | 37th Japan Gold Disc Award         | Song of the Year by Download (Japanese)                | "Mixed Nuts" by Official Hige Dandism                      | Đoạt giải  | [ 62 ]    |
| 2023 | 37th Japan Gold Disc Award         | Best 3 Songs by Download                               | "Mixed Nuts" by Official Hige Dandism                      | Đoạt giải  | [ 62 ]    |
| 2023 | 37th Japan Gold Disc Award         | Song of the Year by Streaming (Japanese)               | "Mixed Nuts" by Official Hige Dandism                      | Đoạt giải  | [ 62 ]    |
| 2023 | 37th Japan Gold Disc Award         | Best 5 Songs by Streaming                              | "Mixed Nuts" by Official Hige Dandism                      | Đoạt giải  | [ 62 ]    |
| 2023 | Japan Expo Awards                  | Daruma for Best Slice of Life Anime                    | Spy × Family                                               | Đoạt giải  | [ 63 ]    |
| 2023 | 18th AnimaniA Awards               | Best TV Series: Streaming                              | Spy × Family                                               | Đoạt giải  | [ 64 ]    |
| 2023 | 45th Anime Grand Prix              | Grand Prix                                             | Spy × Family                                               | Thứ hạng 3 | [ 65 ]    |
| 2023 | 45th Anime Grand Prix              | Best Character                                         | Anya Forger                                                | Đoạt giải  | [ 65 ]    |
| 2023 | 45th Anime Grand Prix              | Best Theme Song                                        | "Mixed Nuts" by Official Hige Dandism                      | Đoạt giải  | [ 65 ]    |
| 2023 | 45th Anime Grand Prix              | Best Voice Actor                                       | Atsumi Tanezaki                                            | Thứ hạng 2 | [ 65 ]    |
| 2023 | 45th Anime Grand Prix              | Best Voice Actor                                       | Saori Hayami                                               | Thứ hạng 2 | [ 65 ]    |
| 2023 | 13th Newtype Anime Awards          | Best Character (Male)                                  | Loid Forger                                                | Thứ hạng 2 | [ 66 ]    |
| 2023 | 13th Newtype Anime Awards          | Best Character (Female)                                | Yor Forger                                                 | Thứ hạng 8 | [ 66 ]    |
| 2023 | 13th Newtype Anime Awards          | Best Theme Song                                        | "Souvenir" by Bump of Chicken                              | Thứ hạng 9 | [ 66 ]    |
| 2023 | 13th Newtype Anime Awards          | Best Mascot Character                                  | Anya Forger                                                | Thứ hạng 4 | [ 66 ]    |
| 2024 | 8th Crunchyroll Anime Awards       | Best Comedy                                            | Spy × Family                                               | Đoạt giải  | [ 67 ]    |
| 2024 | 8th Crunchyroll Anime Awards       | Best Continuing Series                                 | Spy × Family                                               | Đề cử      | [ 67 ]    |
| 2024 | 8th Crunchyroll Anime Awards       | "Must Protect At All Costs" Character                  | Anya Forger                                                | Đoạt giải  | [ 67 ]    |
| 2024 | 8th Crunchyroll Anime Awards       | Best Ending Sequence                                   | "Color" by Yama                                            | Đề cử      | [ 67 ]    |
| 2024 | 8th Crunchyroll Anime Awards       | Best VA Performance (Japanese)                         | Atsumi Tanezaki as Anya Forger                             | Đề cử      | [ 67 ]    |
| 2024 | 8th Crunchyroll Anime Awards       | Best VA Performance (Arabic)                           | Hiba Snobar as Anya Forger                                 | Đề cử      | [ 67 ]    |
| 2024 | 8th Crunchyroll Anime Awards       | Best VA Performance (Castilian)                        | Majo Montesinos Guzman as Anya Forger                      | Đề cử      | [ 67 ]    |
| 2024 | 19th AnimaniA Awards               | Best TV Series: Disc Release                           | Spy × Family                                               | Đoạt giải  | [ 68 ]    |
| 2024 | 19th AnimaniA Awards               | Best Director                                          | Kazuhiro Furuhashi                                         | Đoạt giải  | [ 68 ]    |
| 2024 | 19th AnimaniA Awards               | Best Character Design                                  | Kazuaki Shimada                                            | Đoạt giải  | [ 68 ]    |
| 2024 | 19th AnimaniA Awards               | Best Studio                                            | Wit Studio và CloverWorks                                  | Đoạt giải  | [ 68 ]    |
| 2024 | 19th AnimaniA Awards               | Best German Voice Acting                               | Tim Knauer as Loid Forger                                  | Đoạt giải  | [ 68 ]    |
| 2024 | 19th AnimaniA Awards               | Best German Voice Acting                               | Lana Finn Marti as Anya Forger                             | Đề cử      | [ 68 ]    |
| 2024 | 19th AnimaniA Awards               | Best Anime Score                                       | (K)now Name                                                | Đoạt giải  | [ 68 ]    |
| 2024 | 19th AnimaniA Awards               | Best Anime Song                                        | "Mixed Nuts" by Official Hige Dandism                      | Đề cử      | [ 68 ]    |
| 2024 | IGN Awards                         | Best Anime Series                                      | Spy × Family season 2                                      | Đề cử      | [ 69 ]    |
| 2025 | 9th Crunchyroll Anime Awards       | Best Continuing Series                                 | Spy × Family season 2                                      | Đề cử      | [ 70 ]    |
| 2025 | 9th Crunchyroll Anime Awards       | Best Comedy                                            | Spy × Family season 2                                      | Đề cử      | [ 70 ]    |
| 2025 | 9th Crunchyroll Anime Awards       | "Must Protect At All Costs" Character                  | Anya Forger                                                | Đoạt giải  | [ 70 ]    |
| 2025 | 9th Crunchyroll Anime Awards       | Best VA Performance (Arabic)                           | Basil Al-Rifai as Loid Forger                              | Đề cử      | [ 70 ]    |
| 2025 | 9th Crunchyroll Anime Awards       | Best VA Performance (Arabic)                           | Hiba Snobar as Anya Forger                                 | Đoạt giải  | [ 70 ]    |